# Diaseris fragilis
Espèce
Synonymes
- Cycloseris fragilis Alcock, 1893
- Cycloseris patelliformis (Boschma, 1923)
- Fungia fragilis (Hoeksema, 1989) (préféré par UICN)

Diaseris fragilis est une espèce de coraux appartenant à la famille des Fungiidae.